# Ян, Оливер
Оливер Ян — немецкий кинорежиссёр, сценарист, продюсер и актёр. Наиболее известен благодаря научно-фантастическому телесериалу Ийон Тихий: Космопилот, в котором он играл главного героя, был сопродюсером, сорежиссёром и писал сценарии.
Удостоен премии немецкого телевидения и дважды номинировался на премию Гримме.

## Биография
Родился в Ольденбурге в 1969 году и вырос недалеко от Франкфурта-на-Майне. После школы, учился на техника по связям и информационным технологиям в Гиссенском университете. До 1994 года работаел независимым предпринимателем в сфере разработки и производства электроники.
В 1995 году Ян начал изучать визуальную коммуникацию в Берлинском университете искусств. В 1997 году, получив промежуточный диплом, он перешёл в Немецкую академию кино и телевидения в Берлине. Там он учился режиссуре. Параллельно с учебой Ян работал редактором.
В 1999 и 2000 годах, вместе с сокурсниками Рандой Чахуд и Деннисом Якобсеном, Ян снял два короткометражных фильма, вдохновленных Станиславом Лемом. С 2006 по 2011 год команда сняла для ZDF 14-серийную научно-фантастическую сатиру «Ийон Тихий: Космопилот».
Сериал частично снимался в квартире Яна, которая служила съемочной площадкой и изображала интерьер ракеты Ийона Тихого.
В 2007 году, снова в сотрудничестве с ZDF, Ян снял художественный фильм Die Eisbombe, международная премьера которого состоялась на Шанхайском кинофестивале в 2008 году и вышла на экраны 7 сентября; в августе 2008 года в кинотеатрах Германии.
Сразу после этого последовало продолжение «Ийона Тихого», сопродюсером которого выступил Ян.
Срок производства составил более трех лет, и Ян снова взял на себя главную роль в дополнение к сорежиссуре и соавторству.
Второй сезон показывался с ноября 2011 года сначала на ZDFneo, а затем на ZDF.
В 2012 году Оливер Ян переоборудовал Unimog в экспедиционный автомобиль, чтобы отправиться в кругосветное путешествие.
В марте 2013 года он начал свое путешествие в Новой Шотландии/Канаде и проехал более 70 000 километров через 16 стран вдоль Панамериканы до Огненной Земли.

## Фильмография
- 1997: Nachtleben
- 1998: Connected
- 1999: Aus den Sterntagebüchern des Ijon Tichy
- 2000: Aus den Sterntagebüchern des Ijon Tichy II
- 2000: In the air tonight
- 2002: Speed Fiction
- 2007: Ijon Tichy: Raumpilot
- 2008: Die Eisbombe
- 2011: Ijon Tichy: Raumpilot 2

## Номинации и награды
- 1999: Приз зрительских симпатий Международного фестиваля короткометражных фильмов в Гамбурге за «Из звездных дневников Ийона Тихого».
- 1999: Transmediale Berlin, приз за «Из звездных дневников Ийона Тихого».
- 2007: Премия немецкого телевидения — Рекламная премия / Режиссер Ийон Тихи: Raumpilot вместе с Рандой Чахуд и Деннисом Якобсеном
- 2008: номинация на премию Адольфа Гримме за фильм Ийон Тихи: Raumpilot
- 2008: Специальный приз «Письменный стол у моря» от межд. Кинофестиваль в Эмден-Нордерни для Die Eisbombe
- 2012: номинация на премию Адольфа Гримме за фильм Ийон Тихи: Raumpilot 2